# Södra Säms församling
Södra Säms församling var en församling i Göteborgs stift och i Ulricehamns kommun. Församlingen uppgick 2002 i Gällstad och Södra Säms församling. 

## Administrativ historik
Församlingen har medeltida ursprung. Före den 1 januari 1886 (ändring enligt beslut den 17 april 1885) var namnet Säms församling.
Församlingen var till 2002 annexförsamling i pastoratet Gällstad, (Södra) Säm, Grönahög, Tvärred, Marbäck och Finnekumla med undantag av tiden mellan 1 maj 1921 och 1962 då församlingen var annexförsamling i pastoratet Gällstad, Södra Säm och Grönahög. Församlingen uppgick 2002 i Gällstad och Södra Säms församling.

## Kyrkor
Församlingskyrka sedan 1824 är Gällstads och Södra Säms kyrka.